# Шенфельдська волость
Шенфельдська волость — історична адміністративно-територіальна одиниця Олександрівського повіту Катеринославської губернії.
Станом на 1886 рік складалася з 5 поселень, 5 сільських громад. Населення — 688 осіб (340 чоловічої статі та 348 — жіночої), 100 дворових господарств.
|                     | Площа, десятин | У тому числі орної, дес. |
| ------------------- | -------------- | ------------------------ |
| Сільських громад    | —              | —                        |
| Приватної власності | 41674          | 19085                    |
| Казенної власності  | —              | —                        |
| Іншої власності     | —              | —                        |
| Загалом             | 41674          | 19085                    |

Основні поселення волості:
- Шенфельд (Ханюкове) — колонія німців при річці Терсі за 55 верст від повітового міста, 56 осіб, 7 дворів, школа. За 7 верст — цегельний завод.
- Блюменгоф — колонія німців при річці Гіркій, 48 осіб, 6 дворів, цегельний завод, лавка.
- Блюменталь — колонія німців при колодязях балки Безіменної, 12 осіб, 3 двори, паровий млин.
- Блюменфельд (Загоряння) — колонія німців при вершині балки Вербовій, 72 особи, 8 дворів, школа, цегельний завод.
- Брудерфельд — колонія німців при річці Гайчур, 26 осіб, 2 двори, постоялий двір.
- Гольдшар — колонія німців при річці Конці, 9 осіб, 1 двір, цегельний завод.
- Гохфельд — колонія німців при балці Мала Самсинь, 16 осіб, 4 двори, школа.
- Зільберфельд — колонія німців при річці Жеребець, 7 осіб, 1 двір, цегельний завод.
- Розенгоф — колонія німців при річці Солоній, 32 осіб, 8 дворів, цегельний завод.